# Bishopsgate Institute

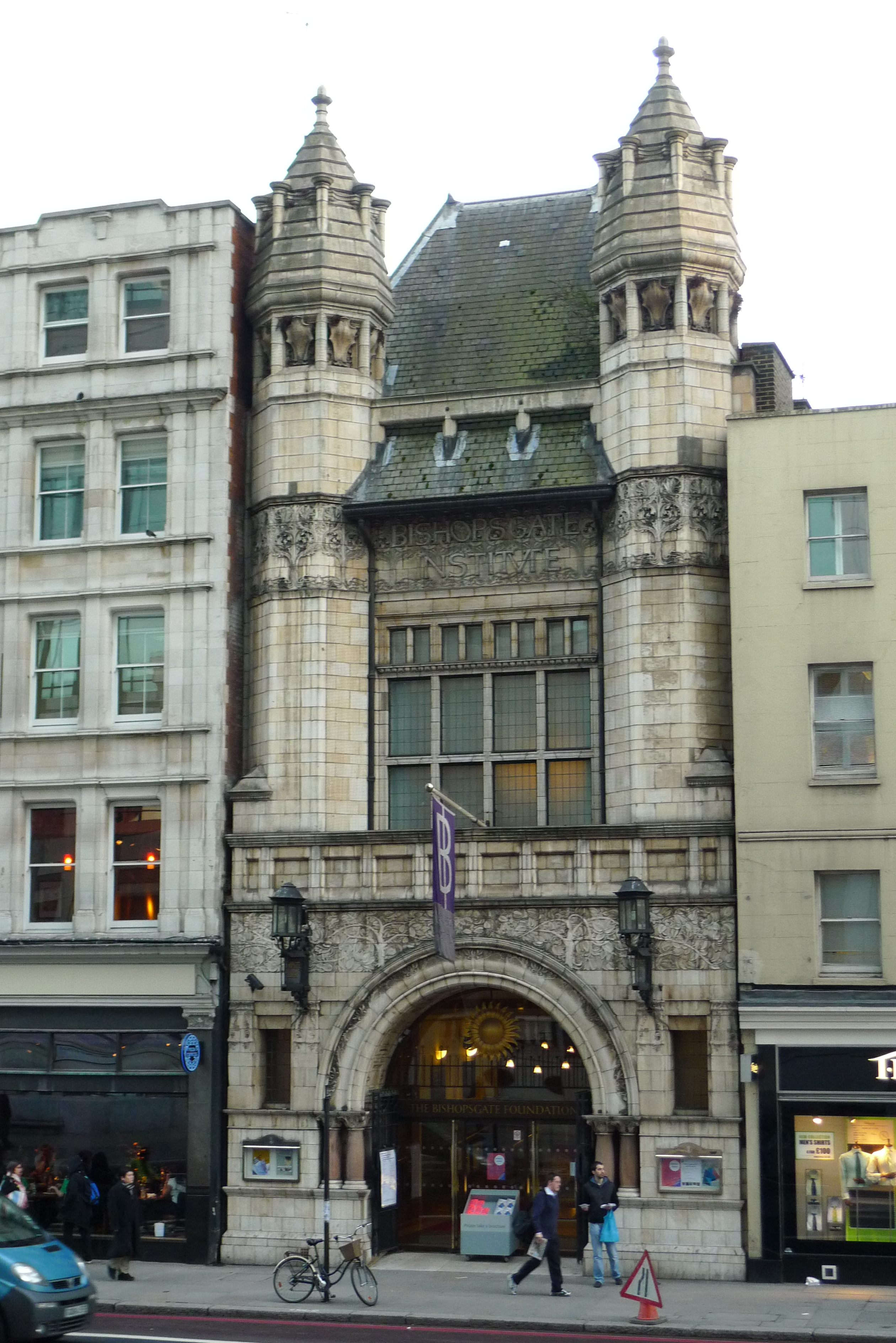
Fachada do Instituto

Bishopsgate Institute é um instituto cultural e biblioteca, localizado no Bishopsgate, Londres, perto de Liverpool Street Station e do Mercado de Spitalfields. O instituto foi fundado em 1895, e se descreve como uma "casa de idéias e debate, aprendizagem e investigação e como um lugar onde o pensamento independente é valorizado". 
O instituto dispõe de um programa de eventos culturais, cursos para adultos, biblioteca histórica e coleções de arquivos e programa comunitário.

## História
O edifício foi o primeiro dos três grandes edifícios projetados pelo arquiteto Charles Townsend Harrison (1851-1928). Os outros dois são o próximo Whitechapel Gallery e o Museu Horniman no sul de Londres. Sua obra combina elementos do estilo Arts and Crafts e Art Nouveau, juntamente com o da Arquitetura vitoriana.
Desde a sua abertura no dia de Ano Novo de 1895, Bishopsgate Instituto tem sido um centro de cultura e aprendizagem. Os objectivos iniciais do Instituto eram de fornecer uma biblioteca e salas de reuniões públicas para as pessoas que vivem e trabalham na cidade de Londres. O Grande Salão em particular, foi erguido para o benefício do público para promover palestras, exposições e o avanço da literatura, da ciência e das artes plásticas.
O Bishopsgate Instituto foi construído com recursos de doações de caridade feitas na paróquia de St Botolph, Bishopsgate.

## Bishopsgate Biblioteca
Ela é uma biblioteca livre, independente e aberta todos os dias da semana. Possui importantes coleções históricas sobre Londres, do movimento sindical, de pensamento livre e movimentos cooperativos, bem como a história de protestos e campanhas.
O arquivo na biblioteca detém mais de 20.000 imagens em três coleções - A Sociedade Arqueológica London & Middlesex (LAMAS), a London Co-operative Society e uma coleção de fotografias digitais. Esta coleção contém imagens de muitos dos marcos de Londres, incluindo igrejas, estátuas, espaços abertos e edifícios, bem como imagens que mostram cenas sociais e culturais do início do século XX.
A biblioteca hospeda o Great Diary Project, fundado pelo Irving Finkel, que em 2020 havia coletado mais de 9.000 diários não publicados.